# Okean Elzy
Okean Elzy (tiếng Ukraina: Океан Ельзи, n.đ. 'Elza's Ocean') là một ban nhạc rock người Ukraina, được thành lập vào năm 1994 tại Lviv, Ukraina. Đây là ban nhạc thành công và nổi tiếng nhất của Ukraina. Giọng ca chính và gương mặt đại diện của ban là Svyatoslav Vakarchuk. Tháng 4 năm 2007, Okean Elzy đã nhận giải "Nghệ sĩ rock xuất sắc nhất" của tạp chí âm nhạc FUZZ Magazine.

## Lịch sử hoạt động

### 1994–1999
Ban nhạc Okean Elzy do bốn thanh niên từ Lviv thành lập vào năm 1994; họ là cựu thành viên của ban nhạc Klan Tyshi (tiếng Ukraina: Клан тиші, n.đ. 'Clan of Silence') được thành lập vào năm 1991. Đội hình sáng lập ban gồm giọng ca chính, lead guitar, guitar bass và trống. Suốt năm 1994, ban nhạc dành thời gian tập luyện.
Buổi hòa nhạc đầu tiên của họ diễn ra ở trước Nhà hát opera Lviv vào ngày 14 tháng 1 năm 1995. Ngay sau đó, nhóm phát hành một đĩa demo có tên 'DEMO 94-95'. Năm 1995, họ lần đầu tham gia hai nhạc hội lớn nhất ở Ukraina - Chervona Ruta và Melodiya, đồng thời tham gia dự án Is - dự án riêng của nhạc sĩ gốc Lyiv Oleg Sook, thể hiện ca khúc "Long Time Ago".
Năm 1996, ban nhạc tạo dựng được danh tiếng nhờ tham gia chuỗi nhạc hội ở Ukraina và nước ngoài. Okean Elzy tham gia nhạc hội Sribna Pidkova, Alternative 2, Perlyny Sezonu, Tavriyski Ihry, Trust Open Air Gernsbach (Đức), Trash 96 và R.F.I. 96 (Pháp).
Năm 1996, Okean Elzy cũng tổ chức hòa nhạc đầu tiên ở bên ngoài Lviv. Họ lần đầu xuất hiện tại đêm nhạc ở thủ đô Kyiv vào năm 1996, tại đây họ hỗ trợ Deep Purple. Vào tháng 11–tháng 12 năm ấy, nhóm thu âm và phát hành đĩa đơn maxi đầu tiên Budynok zi skla ("House of glass"). Ngay sau đó, bộ phim điện ảnh đầu tiên về ban nhạc do kênh truyền hình TET thực hiện được phát sóng toàn quốc.
Năm 1997, họ thực hiện tour ở miền nam nước Pháp và miền tây nước Đức. Rồi nhóm trở về Ukraina và tổ chức một buổi hòa nhạc ở quê hương Lviv, thu hút một lượng lớn khán giả.

## Thành viên

### Thành viên hiện tại
- Svyatoslav Vakarchuk—hát chính (1994–nay)
- Denys Hlinin—trống, bộ gõ (1994–nay)
- Denys Dudko—bass, acoustic guitar, hát bè (2004–nay)
- Miloš Jelić—dương cầm, synthesizer, hát bè (2004–nay)
- Vladimir Opsenica—guitar, hát bè (hoạt động không chính thức 2013–2014; 2014–nay)

### Thành viên cũ
- Yuri Khustochka—bass, hát bè (1994–2004; show cố định vào năm 2013 và 2014)
- Dmytro Shurov—dương cầm, synthesizer, hát bè (hoạt động không chính thức 2000–2001; 2001–2004; show cố định vào năm 2013 và 2014)
- Pavlo Hudimov—guitar, mandolin, hát bè (1994–2005; show cố định vào năm 2013 và 2014)
- Petro Chernyavsky—guitar, hát bè (2005–2013)

## Danh sách đĩa nhạc

### Album phòng thu
- Tam, de nas nema (Там, де нас нема - There, Where We Aren't) (1998)
- Ya Na Nebi Buv (Я на небі був - I Was In Heaven) (2000)
- Model (Модель) (2001)
- Supersymetriya (Суперсиметрія - Supersymmetry) (2003)
- Gloria (2005)
- Mira (Міра - Measure) (2007)
- Dolce Vita (2010)
- Zemlya (Земля - The Land) (2013)
- НАЙКРАЩЕ (НАЙКРАЩЕ - The Best) (2014)
- Bez mezh (Без меж - Without Limits) (2016)

### Album acoustic
- 2003 - Tviy format (Your format)

### Đĩa đơn
- 1996 - "Budynok zi skla" ("House of glass")
- 2002 - "Kholodno" ("It is cold")
- 2004 - "Dyakuyu!" ("Thank You!")
- 2006 - "Veseli, brate, chasy nastaly..." ("Oh, brother, merry times came...")
- 2009 - "Ya tak khochu..." ("I want so much to...")
- 2013 - "Obiymy [uk]" ("Embrace")
- 2015 - "Ne tvoya viyna" ("Not your war")
- 2015 - "Zhyttya pochynayet'sya znov" ("Life begins again")
- 2015 - "Myt'" ("Moment")
- 2016 - "Ne ydy" ("Don't go")
- 2017 - "Sonce (Radio edition)" ("Sun" (Radio edition))
- 2018 - "Bez tebe" ("Without you")
- 2018 - "V nebo zhene" ("It hie to the sky")
- 2018 - "Skilky nas" ("How many of us")
- 2019 - "Choven" ("Boat")
- 2019 - "Pereval" ("Pass"; soundtrack của phim The Rising Hawk)
- 2020 - "Koly my stanem soboyu" ("When we will become ourselves")
- 2020 - "Obiymy (Remix)" ("Embrace" (Remix))
- 2020 - "Trymay" ("Hold on")
- 2021 - "#Безтебемененема" ("Without you there is no me")
- 2021 - "Krayina ditey" (with alyona alyona) («Країна дітей» "Country of children")
- 2021 - ″Misto vesny″ (with Odyn v kanoe) («Місто весни» ″City of Spring″)
- 2021 - "Peremoha" (with KALUSH) («Перемога» "Victory")
- 2022 - "Весна" ("Spring")
- 2022 - "Misto Marii" ("City of Mary")
- 2022 - "Квіти мінних зон" ("Flowers of minefields")
- 2022 - "Vesna Mirabeau"
- 2024 - "Відповідь" ("Answer")
- 2024 - "Voices Are Rising"